# Almost Human
Ne doit pas être confondu avec la série suédoise Real Humans : 100 % humain au thème similaire
Pour l’article homonyme, voir Almost Human (film, 1927).
Almost Human ou Presqu'humains au Québec, est une série télévisée américaine en treize épisodes de 42 minutes, créée par J. H. Wyman, produite par J. J. Abrams et diffusée entre le 17 novembre 2013 et le 3 mars 2014 sur le réseau Fox et en simultané au Canada sur le réseau Global.
En Belgique, la série a été diffusée du 27 juillet au 31 août 2014 sur La Deux et au Québec à partir du 24 novembre 2014 sur Ztélé. En France, elle a été diffusée du 13 janvier au 4 février 2015 sur TF1 et est programmée sur HD1 depuis le 27 août 2016. Elle est inédite dans les autres pays francophones.

## Synopsis
En 2048, la police de Los Angeles emploie des androïdes dépourvus d'émotions afin de faire régner l'ordre plus facilement et plus efficacement.
John Kennex est un inspecteur qui n'accepte pas la présence de ces robots, qu'il considère comme beaucoup moins efficaces que les êtres humains. Après avoir survécu à une embuscade tendue par la mystérieuse organisation Le Cartel, Kennex reprend du service et se voit obligé de faire équipe avec un androïde. Sur la demande de sa supérieure, on lui assigne un ancien modèle, retiré du marché suites à des défaillances ; ce modèle est sensible aux émotions et est capable d'éprouver des sentiments.
John Kennex va alors devoir reprendre son travail, s'adapter à son nouveau coéquipier, tout en essayant de retrouver ses souvenirs pour venger son ex-coéquipier mort dans l'embuscade du Cartel, et retrouver sa petite amie qui a disparu.

## Distribution

### Acteurs principaux
- Karl Urban (VF : Bruno Choël) : John Kennex
- Michael Ealy (VF : Daniel Lobé) : Dorian
- Lili Taylor (VF : Caroline Beaune) : Capitaine Sandra Maldonado
- Mackenzie Crook (VF : Laurent Morteau) : Rudy Lom
- Michael Irby (VF : Loïc Houdré) : Richard Paul
- Minka Kelly (VF : Marie Diot) : Valerie Stahl

### Acteurs récurrents
- Anthony Konechny (es) : MX-43 '1' (10 épisodes)
- Darren E. Scott : MX-43 '2' (13 épisodes)
- Garfield Wilson : MX-43 '3' (13 épisodes)
- Hiro Kanagawa (VF : Stéphane Fourreau) : Le Recollecteur (épisode 1, 6 et 10)
- Mekia Cox (VF : Célia Charpentier) : Anna, ex de John (2 épisodes)
- Ella Thomas (VF : Véronique Picciotto) : Vanessa (épisode 2)
- Darla Taylor (VF : Véronique Picciotto) : Charlene (épisode 2)
- Damon Herriman (VF : Xavier Béja) : Lucas Vincent l'imitateur (épisode 3)
- Shannon Hearn (VF : Eric Marchal) : Harrison (épisode 3)
- Josh Blacker (VF : Eric Marchal) : Maxwell (épisode 4)
- David Dastmalchian (VF : Fabrice Trojani) : Simon (épisode 7)
- John Larroquette : Nigel Vaughn (épisode 9)
- Gina Carano : Danica (épisode 9)
- Anna Galvin (VF : Claire Guyot) : Mme Hoving (épisode 10)
- Reece Thompson (en) (VF : Yoann Sover) : Nico (épisode 11)
- Matthew Kevin Anderson (VF : Cyril Mazzotti) : S.A.M. (épisode 11)
- Matthew Harrison (VF : Michel Voletti) : Dr Randolph Amir (épisode 12)
- Jesse Hutch (VF : Nicolas Beaucaire) (épisode 12)
- Tony Cox (VF : Christophe Desmottes) : Di Carlo (épisode 12)
- Alex Barima (VF : Jean-Michel Vaubien) : Luca (épisode 13)
- Graeme Duffy (VF : Christophe Desmottes) : un journaliste (épisode 13)
- Dalias Blake (VF : Jean-Michel Vaubien) : Michael Bennett (épisode inconnu)

- Version française
  - Société de doublage : TVS[7],[8]
  - Direction artistique : Stanislas Forlani[7],[8]

 Source et légende : version française (VF) sur RS Doublage et Doublage Séries Databse

## Fiche technique
- Réalisateur du pilote : Brad Anderson[9]
- Producteurs exécutifs : J. H. Wyman, J. J. Abrams et Bryan Burk
- Société de production : Bonanza Productions Inc., Bad Robot Productions et Warner Bros Television

## Développement

### Production
Le projet a été présenté à Fox en septembre 2012. Le 25 janvier 2013, Fox a commandé le pilote, puis a commandé la série le 8 mai 2013 et lui a attribué cinq jours plus tard la case horaire du lundi à 20 h à l'automne au mois de novembre après la série mondiale de baseball.
En octobre 2013, Fox modifie son planning et décide de diffuser le pilote le dimanche 17 novembre 2013 puis le deuxième épisode le lendemain dans sa case du lundi.
Le 29 avril 2014, la série a été annulée faute d'audience suffisante. La fin abrupte laisse de nombreuses intrigues inachevées, qui ne seront jamais dénouées, faute de deuxième saison.

### Attribution des rôles
Les rôles ont été attribués dans cet ordre : Michael Ealy, Lili Taylor, Michael Irby et Mackenzie Crook, Minka Kelly, Karl Urban et Mekia Cox.

## Épisodes
1. Binôme (Pilot)
2. Sexbots (Skin)
3. L'Otage cachée (Are You Receiving?)
4. Le Chimiste infiltré (The Bends)
5. Frères meurtriers (Blood Brothers)
6. Quand le cœur s'arrête (Arrhythmia)
7. Jacques a dit : « Meurs… » (Simon Says)
8. Vous êtes ici (You Are Here)
9. Le Créateur (Unbound)
10. Les Chromes (Perception)
11. La Maison intelligente (Disrupt)
12. À la recherche de la perfection (Beholder)
13. L'Homme de paille (Straw Man)